# Problepsis evanida
Problepsis evanida là một loài bướm đêm trong họ Geometridae.